# Sandudds krematorium

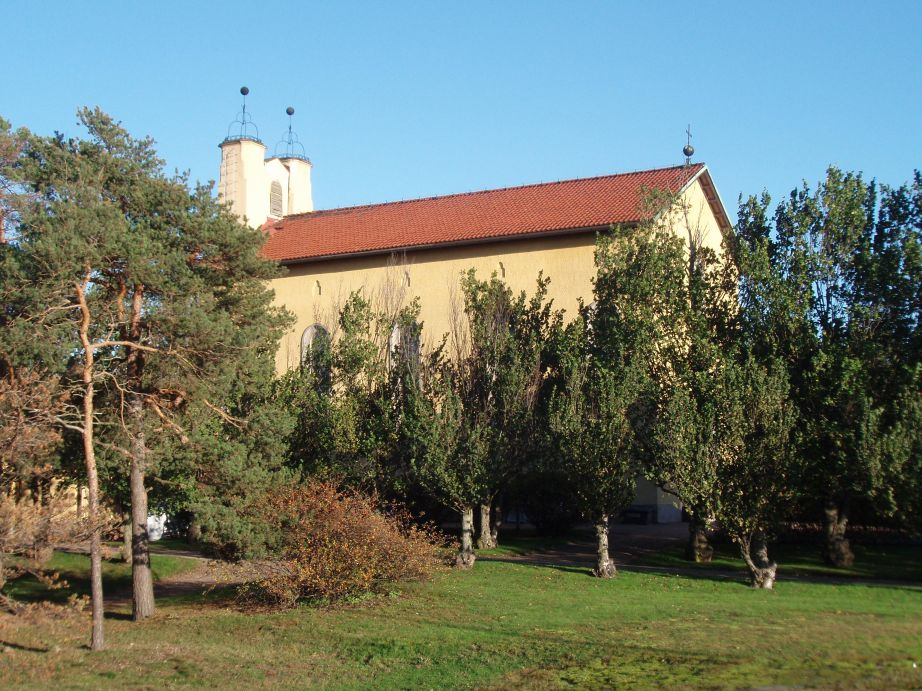
Sandudds krematorium sett från sydväst

Sandudds krematorium (finska: Hietaniemiem krematorio) finns invid Sandudds begravningsplats i Helsingfors.
Krematorier ritades av Bertel Liljequist och uppfördes 1926. Det anses företräda renodlad 1920-talsklassicism. Stilen är mycket stram, med bara ett fåtal smärre dekorationer. I byggnaden finns två kapell, ett större och ett mindre. Ugnarna eldas för närvarande med naturgas, till skillnad från de flesta övriga som eldas med lätt eldningsolja.
Det drivs av Krematoriestiftelsen r.s. och är öppet för alla trosinriktningar samt även för konfessionslösa.